# Monophadnus
Monophadnus is een geslacht van  echte bladwespen (familie Tenthredinidae).

## Soorten
- M. alpicola Benson, 1954
- M. latus A. Costa, 1894
- M. monticola (Hartig, 1837)
- M. pallescens (Gmelin, 1790)
- M. spinolae (Klug, 1816)